# خطة أكريتاس
خطة أكريتاس (باليونانية: Σχέδιο Ακρίτας)‏، هي وثيقة داخلية المنظمة السرية القبرصية اليونانية (في الأغلب نعرف كمنظمة أكريتاس) التي تم تأليفها في عام 1963 وكشفت للجمهور في عام 1966. وقد تضمنت إضعاف القبارصة الأتراك في حكومة قبرص ثم توحيد قبرص مع اليونان. وبحسب القبارصة الأتراك، كانت الخطة «مخططًا للإبادة الجماعية»، لكن القبارصة اليونانيين زعموا أنها كانت خطة دفاعية.

## خلفية
كانت قبرص، وهي جزيرة تقع في شرق البحر الأبيض المتوسط، حكمها العديد من الغزاة خلال تاريخها. في أواخر القرن التاسع عشر، سلمت الإمبراطورية العثمانية قبرص إلى الإمبراطورية البريطانية. كانت القومية اليونانية والتركية وهما الطائفتين الرئيسيتين في الجزيرة (أربعة أخماس السكان من اليونانيين، وخمسهم من الأتراك)، تسعيا وراء أهداف معاكسة. اليونانيون يطالبون بتوحيد قبرص مع اليونان، في حين الأتراك كانوا يهدفون للتقسيم. في عام 1955، أعلنت المنظمة الوطنية للمقاتلين القبارصة، وهي مجموعة حرب عصابات شبه عسكرية، كفاحها ضد البريطانيين. 
في عام 1960، استسلم البريطانيون وسلموا السلطة إلى القبارصة اليونانيين والأتراك. تم وضع دستور لتقاسم السلطة لجمهورية قبرص الجديدة وشمل كلا من القبارصة الأتراك واليونانيين الذين يتولون السلطة. تمت صياغة ثلاث معاهدات لضمان سلامة الجمهورية الجديدة وأمنها: معاهدة التأسيس ومعاهدة الضمان ومعاهدة التحالف. وفقا للدستور، كان من المقرر أن تصبح قبرص جمهورية مستقلة برئيس قبرصي يوناني ونائب رئيس قبرصي تركي، مع تقاسم السلطة الكاملة بين القبارصة الأتراك واليونانيين. 

## تنظيم وخطة أكريتاس
كانت منظمة أكريتاس مجموعة سرية يقودها أعضاء بارزون من المجتمع القبرصي اليوناني، وبعضهم وزراء في مجلس الوزراء. وقد تم تشكيها في عام 1961 أو عام 1962، عشية إنشاء جمهورية قبرص، والتي تهدف إلى تحقيق الوحدة مع اليونان.  تم تشكيلها بأمر من رئيس الأساقفة مكاريوس، مع أدوار رئيسية لكل من جلافكوس كليريديس وتاسوس بابادوبولوس وبوليكاربوس جورجادجيس. تم تجنيد رجال حرب العصابات من قبل أعضاء سابقين في المنظمة الوطنية للمقاتلين القبارصة.  بصرف النظر عن الشيوعيين، الذين تم استبعادهم كما حدث في نضال منظمة إيوكا، كانت لدى المنظمة مشاعر معادية للقبارصة اليونانيين الذين فشلوا في قبول مكاريوس كزعيم لهم، بما في ذلك القوميون المتطرفون الذين رفضوا اتفاقيات لندن- زيورخ. وكان لدى المنظمة أوجه تشابه كثيرة مع المنظمة الوطنية للمقاتلين القبارصة، من الهيكل والتقسيم إلى تصميم اسمها أيضًا ليشبه اسم المنظمة الوطنية للمقاتلين القبارصة. تم إجراء مناورة عسكرية مشتركة في المقيم الرئاسي في جبال ترودوس، جنبًا إلى جنب مع القوة اليونانية في قبرص في 1962، كما أجريت تدريبات عسكرية أخرى على نطاق أصغر في 1962 و1963.
كانت الخطة وثيقة داخلية تم الكشف عنها علنًا في عام 1966 من قبل صحيفة باتريس القبرصية اليونانية الموالية لغريفاس كرد فعل على انتقادات وسائل الإعلام الموالية لمكاريوس. وقد وفرت مسارًا لكيفية تغيير دستور جمهورية قبرص من جانب واحد، دون لفت انتباه القبارصة الأتراك، وإعلان الإينوسيس مع اليونان. لأنه كان من المتوقع أن يعترض القبارصة الأتراك ويثوروا، تم تشكيل مجموعة شبه عسكرية من عدة آلاف من الرجال وبدأ تدريبها. وفقًا لنسخة الخطة، فقد تألفت من قسمين رئيسيين، أحدهما يحدد التكتيكات الخارجية والآخر يحدد التكتيكات الداخلية. وأشارت التكتيكات الخارجية إلى معاهدة الضمان باعتبارها الهدف الأول للهجوم، مع التصريح بأنه لم يعد يعترف بها القبارصة اليونانيون. إذا تم إلغاء معاهدة الضمان، فلن تكون هناك حواجز قانونية أمام التوحيد، وهو ما سيحدث من خلال استفتاء عام.
ولا يُعرف من وضع الخطة أو إلى أي مدى التزم مكاريوس بها. استشهد فرانك هوفمايستر بالمؤرخ تزيرمياس لدعم فكرة أن مكاريوس ليس له علاقة بالخطة، لكن هوفميستر ذكر جون رداواي وإيتريكون مدعياً أن مكاريوس وافق على الخطة. تم التوقيع على الخطة من قبل «الزعيم أكريتاس» (Αρχηγός Ακρίτας). وبحسب هوفميستر فقد رسم الخطة وزير الداخلية بوليكاربوس جورجادجيس. كتب أنجيلوس كريسوستومو في أطروحته للدكتوراه أن جلافكوس كليريديس وكريستودولوس كريستودولو الأعضاء البارزين في منظمة أكريتاس، أشاروا إلى تاسوس بابادوبولوس كمؤلف للوثيقة. هناك أيضًا جدل حول موعد صياغة الوثيقة، ولكن الأكثر احتمالًا كان أواخر 1963.

## أحداث عام 1963 في قبرص
في نوفمبر 1963، اقترح زعيم القبارصة اليونانيين مكاريوس ثلاثة عشر تعديلاً لتغيير الدستور. المقترحات تشبه الجزء الأول من خطة أكريتاس.
أدت أعمال العنف في عيد الميلاد الدامي إلى مقتل 364 من القبارصة الأتراك و174 من القبارصة اليونانيين. شاركت قوات تنظيم أكريتاس في القتال. فر حوالي ربع القبارصة الأتراك، حوالي 25000 أو نحو ذلك من منازلهم وأراضيهم وانتقلوا إلى الجيوب.

## الخلاف والآراء
قبلت مصادر القبارصة اليونانيين صحة خطة أكريتاس، لكن الجدل حول أهميتها وآثارها لا يزال قائماً.  إنه موضوع نقاش حول ما إذا كان قد تم تنفيذ الخطة بالفعل من قبل مكاريوس. كتب فرانك هوفمايستر أن التشابه بين الإجراءات العسكرية والسياسية المتوقعة في الخطة والتي تم تنفيذها في الواقع كان «مذهلاً».  ووفقًا لبول سانت كاسيا، فإن الخطة «تهدف إلى وضع خطة للتطهير العرقي»، بالتوازي مع تصور القبارصة الأتراك بأن أحداث 1963-1964 كانت جزءًا من سياسة الإبادة.  قدمت الروايات القومية القبرصية التركية الخطة على أنها «مخطط للإبادة الجماعية» ، ويُنظر إليها على نطاق واسع على أنها خطة للإبادة بين القبارصة الأتراك.  ووصفت وزارة الخارجية التركية الخطة بأنها «مؤامرة لحل جمهورية قبرص، في مراحل وأساليب محددة مسبقًا، ولتحقيق اتحاد قبرص مع اليونان». 
وفقًا للباحث نيازي كيزليورك، فإن المعنى الذي أُعطي للخطة لاحقًا كان غير متناسب، وكانت الخطة «غبية» وغير عملية حظيت باهتمام أكثر مما تستحق بسبب الدعاية. وادعى أنه وفقًا للخطة، كان على القوات اليونانية في قبرص اتخاذ إجراءات، وهو ما لم يكن، مما أدى إلى قيام جورجادجيس بالصراخ «خونة!» أمام معسكرهم.  وصف الباحث إيفانثيس هاتزيفاسيليو الخطة بأنها «سيئة السمعة»، وكتب أن الهدف من تحقيق النصر السريع يشير إلى «الارتباك والتفكير الراغب من الجانب القبرصي اليوناني في تلك اللحظة الحاسمة». 